# 가시마촌 (후쿠시마현 이와키군)
가시마촌(鹿島村)은 후쿠시마현 남동부, 이와키군에 속했던 촌이다. 현재의 이와키시 중남부, 국도 6호선 조반 나들묵의 동쪽 일대에 해당한다.
또한 현재 구촌지역에 속하는 오아자는 토지 구획정리 사업에 따른 주소변경이 이루어진 지역을 제외하고, 고나하마 지구에 속하는 구역은 가시마정을, 조반지구에 속하는 구역은 조반을 관할한다.

## 지리
- 야다강 (矢田川)

## 역사
- 1889년 4월 1일 - 정촌제 시행에 의해 12촌이 합병해 이와사키군 가시마촌이 성립하였다.
- 1896년 4월 1일 - 소속군이 이와키군으로 변경되었다.
- 1953년 10월 1일 - 오나하마정에 편입되어, 동일 가시마촌이 폐지되었다.
- 1954년 
  - 3월 29일 - 오나하마정의 일부가 유모토정에 편입되었다.
  - 3월 31일 - 오나하마정이 이즈미정, 에나정, 와타나베촌과 합병해 이와키시가 성립하였고, 유모토정이 이와사키촌과 합병해, 조반시가 성립하였다.
- 1966년 10월 1일 - 다이라 시, 우치고 시, 이와키 시, 나코소 시, 조반 시, 이와키 군 요쓰쿠라 정, 도노 정, 오가와 정, 요시마 촌, 미와 촌, 다비토 촌, 가와마에 촌, 후타바군 히사노하마 촌, 오히사 촌과 합병해 이와키시가 성립하였다.

## 교통

### 도로
현재는 국도 6호선 조반 나들묵이 통과하지만 당시엔 미개통이였다.

## 참고문헌
- 角川日本地名大辞典 7 福島県